# NGC 391
NGC 391 ist eine Elliptische Galaxie vom Hubble-Typ E/S0 im Sternbild Walfisch südlich der Ekliptik. Sie ist rund 242 Millionen Lichtjahre von der Milchstraße entfernt und hat einen Durchmesser von etwa 65.000 Lichtjahren.
Das Objekt wurde am 8. Januar 1853 von dem US-amerikanischen Astronomen George Phillips Bond entdeckt.